# Herr Mårten
Herr Mårten (klassifikation: SMB 35, TSB A 70) är en naturmytisk balladtyp som finns upptecknad i Sveriges Medeltida Ballader i en västgötsk variant från 1678 (efter Ingierd Gunnarsdotter); melodiuppteckning saknas, men den finska kompositören Jaakko Mäntyjärvi komponerade 2007 på uppdrag av Akademiska Sångföreningen rf en sexstämmig version för manskör.

## Handling
Herr Mårten är död och begraven, och möter Waldemar Skytte i rosenlund. Herr Mårten, som är helt svartklädd, rider på en svart häst, och följs av svarta hundar, ber Waldemar att inte vara rädd. Waldemar undrar varför herr Mårten rider på detta sätt, när det bara var två dagar sedan de burit honom som lik. Denne svarar att han inte kan få någon ro, innan han har 'bytt bort den orätta jord'. Han ber Waldemar bedja hans hustru att 'lägga bort den lilla tomt från sig'. Herr Mårtens hustru låter läsa 70 mässor för herr Mårtens själ.

## Paralleller på andra språk
Balladtypen finns också på danska (DgF 92).